# Telmisartan
Telmisartan é um medicamento do tipo antagonista do receptor da angiotensina. Sua principal indicação é para tratamento de Hipertensão arterial. É comercializado no Brasil pela empresa Boehringer Ingelheim, com o nome comercial de Micardis.
Segundo estudos realizados recentemente, o telmisartan apresenta menos efeitos adversos dos que os outros antagonistas dos receptores da angiotensina.